# Nachman Aronszajn
Nachman Aronszajn (ur. 1907 w Warszawie, zm. 5 lutego 1980 w Corvallis w stanie Oregon) – amerykański matematyk pochodzenia polsko-żydowskiego.

## Życiorys
Uzyskał doktorat w 1930 na Uniwersytecie Warszawskim; jego promotorem był Stefan Mazurkiewicz. Po raz drugi Aronszajn uzyskał doktorat na Uniwersytecie Paryskim, w roku 1935; tym razem jego promotorem był Maurice Fréchet. Podczas wojny był szeregowcem w Armii Polskiej we Francji. Od roku 1942 do końca wojny był oddelegowany z Armii Polskiej do admiralicji brytyjskiej dla pracy nad zagadnieniami matematycznymi związanymi z działaniami wojennymi. W 1949 kończy się jego praca dla CNRS. Po rocznym pobycie na Harwardzie zdecydował przenieść się na stałe do Stanów Zjednoczonych. Od roku 1951 pracował na Uniwersytecie Kansas w Lawrence, KS, uhonorowany tytułem Summerfield Distinguished Scholar w roku 1964. Przeszedł na emeryturę w roku 1970.
Specjalizował się w analizie matematycznej. Wprowadził, wraz z Panitchpakdim, iniektywne przestrzenie metryczne pod nazwą hiperwypukłe przestrzenie metryczne.